# Генрих I (граф Ортенбурга)
Генрих I (нем. Heinrich I. von Ortenburg; ок. 1175 — 15 февраля 1241) — граф Ортенбурга. Младший сын Рапото I фон Ортенбург.
После смерти отца (1186 год) при разделе родовых земель получил сеньории в Нордгау и графство в Вольфахтале с центром в городе Ортенбург.
В 1188 году Генрих I и его брат Рапото II унаследовали владения графов фон Зульцбах.
Генрих I вёл многочисленные феодальные войны:
- с герцогом Леопольдом Австрийским (1192, попал в плен);
- с графами фон Боген (1199, 1212, 1216);
- с епископами Пассау Вольфгаром (1199) и Мангольдом (1222).

В 1206 году Генрих I фон Ортенбург вместе с епископом Пассау основал город Вильсхофен.
В 1217 году (вероятно) принял участие в крестовом походе в Палестину.
Упоминается как фогт монастыря Св. Николая (1218).
В 1229 году получил разрешение императора Фридриха II на горные работы (добычу меди).
В 1223 и 1232 годах получил обширные земли в залог от Дипольда фон Лёйхтенберга, сеньоров фон Хёнберг и Генриха фон Алтендорфа. В числе этих владений были замок Лёйхтенберг и город Пфаффенхофен в Нордгау.
В 1230 году Генрих I и его брат Рапото II сопровождали императора Фридриха II в его поездке в Италию на переговоры с папой Григорием IX.
Умер 15 февраля 1241 года. Похоронен в Пассау.

## Семья
Генрих I был женат дважды. Первая жена — Юта (Богислава), дочь чешского короля Пржемысла Оттокара I. От неё дети:
- Елизавета (ум. 1272), муж — Гебхард IV (ум. 1279), ландграф фон Лёйхтенберг.
- Генрих II (ум. 4 февраля 1257), граф Ортенбурга.
- Анна (ум. 1239), муж — Фридрих IV (ум. 1274), граф Труэндинген.
- Осанна (ум. 17 января 1288), муж — Конрад фон Эренфельс.

Вторая жена — Рихгарда, маркграфиня фон Гогенбург, дочь маркграфа Дипольда фон Гогенбург. От неё дети:
- Гебхард (ум. 1275), граф Ортенбурга и Мураха.
- Рапото IV (ум. 1296), граф Ортенбурга и Мураха.
- Дипольд (ум. 1285), граф Ортенбурга и Мураха.